# Staatliche Münze Karlsruhe
Die Staatliche Münze Baden-Württemberg Standort Karlsruhe ist die kleinste Münzprägestätte Deutschlands mit Sitz in der Karlsruher Innenstadt.
Wie früher üblich, so gehörte zur Residenz eines Fürsten stets auch eine Münzprägestätte. Diese fand 1732 in einem Nebengebäude des Schlosses ihren Platz. Bereits zwei Jahre nach der Gründung der Münze wurde sie in die schützenden Mauern Durlachs verlegt. Durch eine geschickte Bündnis- und Heiratspolitik nahm Baden stark an Einfluss zu und wurde Großherzogtum. Als Folge dieser Ereignisse wurde bereits 1816 der Neubau einer Münze beschlossen.
Das Gebäude beruht auf Plänen des Militärbaumeisters Friedrich Arnold aus dem Jahre 1816, die vom bekannten Karlsruher Architekten Friedrich Weinbrenner aufgegriffen und nach dessen Tode am 9. Februar 1827 von dessen Schüler Friedrich Theodor Fischer vollendet wurde. In der Münze, in der heute noch zwischen 210 und 250 Millionen Münzen jährlich entstehen, wurde im Frühjahr 1827 die erste Münze zu zehn Rheinischen Gulden geprägt.
1998 schlossen sich die Staatlichen Münzen in Karlsruhe und Stuttgart zu den Staatlichen Münzen Baden-Württemberg zusammen.
Das Münzzeichen der Münzstätte Karlsruhe ist seit 1872 „G“.
2021 wurden in Karlsruhe rund 200 Millionen Münzen im Wert von 40 Millionen Euro geprägt.

## Münzprägeskandal 1975
Im Jahr 1975 wurde bekannt, dass der stellvertretende Direktor der Münze und ein Arbeiter jahrelang heimlich eine große Anzahl wertvoller Münzen nachprägten. Dazu zählten alte Fünfmarkstücke (bis zum Jahr 1960), Zweipfennigstücke (bis zum Jahr 1967) und 50-Pfennigstücke des Jahrgangs 1950. Dies wird heute als Karlsruher Münzskandal bezeichnet.

## Prominente Besuche
- 29. Februar 1832 Großherzog Carl Leopold Friedrich und Gemahlin mit Prägung einer Münzbesuchsmünze
- Januar 1857 Großherzog Friedrich I. und Gemahlin mit Prägung einer Münzbesuchsmünze